# Musi
Musi – rzeka w Indonezji w południowej części Sumatry, długość wynosi 525 km, a powierzchnia zlewni 63 500 km². Źródła w górach Barisan, płynie w kierunku południowo-wschodnim do miasta Palembang, następnie na północ przez bagnistą nizinę i uchodzi deltą do Cieśniny Bangka zaliczanej do Morza Południowochińskiego.